# Więckowice (osada leśna w województwie wielkopolskim)
Więckowice – osada leśna w Polsce położona w województwie wielkopolskim, w powiecie poznańskim, w gminie Dopiewo.
W latach 1975–1998 miejscowość administracyjnie należała do województwa poznańskiego.